# Бертельсен, Тронн Эрик
Тронн Эрик Бертельсен (норв. Trond Erik Bertelsen; род. 5 июня 1984, Ставангер, Ругаланн) — норвежский футболист, защитник. Большую часть карьеры провёл в клубе «Викинг», представлял сборную Норвегии.

## Биография
Бертельсен родом из Саннеса, в родном городе он играл за «Луру». Будучи скоростным левым защитником, он сыграл 32 матча за сборную Норвегии до 21 года. Он перешёл во «Фредрикстад» из «Хёугесунна» зимой 2004 года и был одним из первых приобретений тренера Эгиля Ольсена. В январе 2006 года он отыграл свой полный дебютный международный матч за сборную Норвегии, в общей сложности он имеет в активе пять международных матчей. Бертельсен также был на просмотре у клуба Премьер-лиги, «Астон Виллы», в 2001 году в возрасте 17 лет.
Бертельсен перешёл в «Викинг» летом 2007 года, он был призван заменить на позиции левого защитника ветерана Томаса Перейру. Бертельсен обрадовался возможности возвращения в Северной Ярен играть за «Викинг». Однако клуб отменил трансфер из-за травмы колена, которая мучила Бертельсена, опасаясь по поводу его способности восстановить форму к началу сезона. В конце концов, Бертельсен и два клуба пришли к соглашению, был подписан контракт с клубом из Ставангера. Он, как и ожидалось, вернул форму в сезоне 2008 года.

## Статистика

### Матчи Бертельсена за сборную Норвегии
| Матчи Бертельсена за сборную Норвегии | Матчи Бертельсена за сборную Норвегии | Матчи Бертельсена за сборную Норвегии | Матчи Бертельсена за сборную Норвегии | Матчи Бертельсена за сборную Норвегии | Матчи Бертельсена за сборную Норвегии |
| ------------------------------------- | ------------------------------------- | ------------------------------------- | ------------------------------------- | ------------------------------------- | ------------------------------------- |
| №                                     | Дата                                  | Соперник                              | Счёт                                  | Голы Бертельсена                      | Соревнование                          |
| 1                                     | 25 января 2006                        | Мексика                               | 1:2                                   | —                                     | Товарищеский матч                     |
| 2                                     | 29 января 2006                        | США                                   | 0:5                                   | —                                     | Товарищеский матч                     |
| 3                                     | 1 марта 2006                          | Сенегал                               | 1:2                                   | —                                     | Товарищеский матч                     |
| 4                                     | 11 февраля 2009                       | Германия                              | 1:0                                   | —                                     | Товарищеский матч                     |
| 5                                     | 28 марта 2009                         | ЮАР                                   | 1:2                                   | —                                     | Товарищеский матч                     |

Итого: 5 матчей / 0 голов; 1 победа, 0 ничьих, 4 поражения.